# Slikken van Bommenede
De Slikken van Bommenede vormen de natuurlijke overgang van het water van het Grevelingenmeer naar Schouwen-Duiveland nabij Zonnemaire. De slikken zijn vernoemd naar het voormalige eiland en plaats Bommenede. Deze slikken vormen een belangrijk vogelgebied: er broeden tientallen vogelsoorten waarvan er veel bedreigd of zeldzaam zijn. De ransuil, kiekendief, nachtegaal en Noordse stern komen er voor. Het eilandje vóór het slikkengebied is de belangrijkste plaats voor de vogels. Het is er kaal en onbereikbaar voor rovers zoals ratten en vossen. Dit maakt het een ideale plek voor dwergstern en kluut en visdief om de jongen groot te brengen.

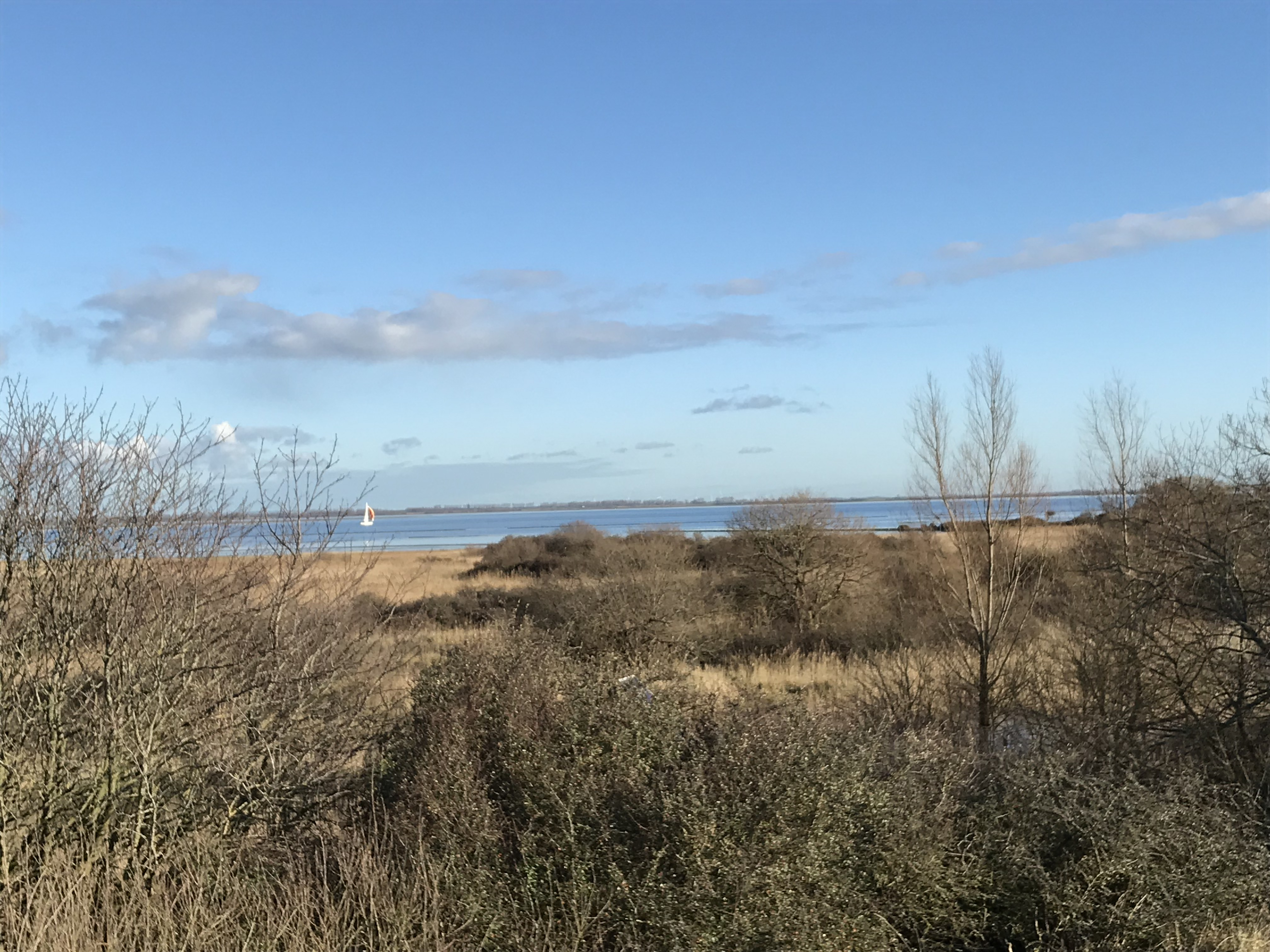
Slikken van Bommenede op Schouwen-Duiveland

Op de hoogste delen van de schor groeit duindoorn en wilg die weer een broedgebied vormen voor roodborst en de koekoek. Op de grazige hoge delen komen parnassia en moeraswespenorchis voor. Op de laagst gelegen delen slikken profiteren zeekraal en schorrenkruid van het zoute water dat deze delen regelmatig overspoelt. Om te voorkomen dat de Slikken van Bommenede dichtgroeien grazen er in de zomermaanden koeien. Toch is dit niet afdoende zodat Staatsbosbeheer met regelmaat ook zelf maait en zaagt. In verband met de rust voor de vogels is het natuurgebied niet toegankelijk voor mensen.